# Компьютерная томографическая лазерная маммография
Компью́терная томографи́ческая ла́зерная маммографи́я (англ. Computed tomography laser mammography, CTLM) — вид оптической томографии для визуализации молочных желез в процессе диагностического обследования женщин. В свою очередь, CTLM является торговой маркой американской компании «Диагностические Системы Визуализации» (англ. Imaging Diagnostic System, Inc., IDSI).

## Принцип метода
Данный способ визуализации использует лазерное излучение в ближней инфракрасной области спектра для обнаружения ангиогенеза (новообразования кровеносных сосудов для питания злокачественной опухоли) в тканях молочных желез. Компьютерная томографическая лазерная маммография (в отличие от компьютерной томографии, которая для диагностики использует рентгеновские лучи) является методом оптической молекулярной визуализации окси- и деокси-гемоглобина, использующим лазерные лучи, которые претерпевают затухание, проникая через ткани. Таким образом, лазерный детектор измеряет уменьшение интенсивности света. Перемещаясь по образцу, он собирает данные и воссоздаёт томографическое изображение. Полученное изображение показывает распределение гемоглобина в ткани, а также выявляет разрастание кровеносных сосудов, питающих злокачественную опухоль, способствующих её росту и развитию.